# Zur Schmerzhaften Muttergottes (Eggenbach)

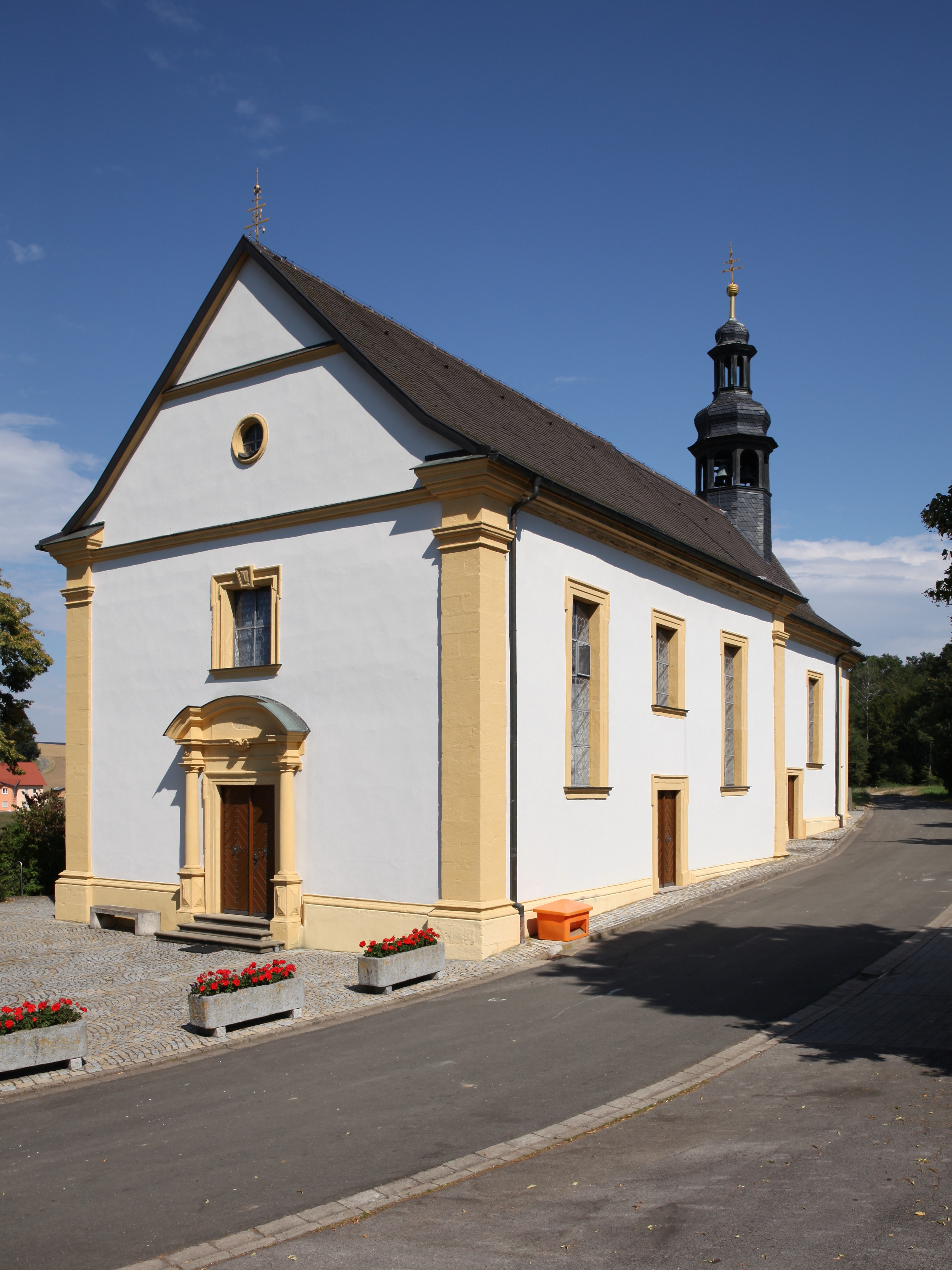
Zur Schmerzhaften Muttergottes (Eggenbach)

Die römisch-katholische Kuratie- und Wallfahrtskirche Zur Schmerzhaften Muttergottes ist ein denkmalgeschütztes Kirchengebäude, das in  Eggenbach steht, einem Gemeindeteil des Marktes Ebensfeld im Landkreis Lichtenfels (Oberfranken, Bayern). Das Gotteshaus wurde 1709 geweiht. Die Kirche gehört zur Pfarrei Mariä Verkündigung in Ebensfeld des Erzbistums Bamberg.

## Beschreibung
Die 1709 geweihte, verputzte Saalkirche bestand ursprünglich nur aus einem zweifach gestuften Chor, aus dessen Satteldach sich zwischen den Baukörpern ein achteckiger Dachreiter erhob, der mit einer Welschen Haube bedeckt ist. 1730 wurde nach Westen das Langhaus nach einem Entwurf von Johann Georg Salb angebaut, dessen Ecken durch Pilaster gestaltet sind. Das alte Portal, dessen Verdachung von zwei Säulen getragen wird, wurde wiederverwendet. Der Innenraum ist mit einer Flachdecke überspannt, die mit Stuck verziert ist. Zur Kirchenausstattung gehört ein Hochaltar, dessen Altarretabel das Gnadenbild der Maria enthält. Die heutige Orgel mit neun Registern, verteilt auf Manual und Pedal, die 1970 von Alexander Baron gebaut wurde, ersetzte die Orgel, die Johann Konrad Schöpf 1735 gebaut hatte.